# 努瓦谢勒
努瓦谢勒（法語：Noisiel，法語發音：[nwazjɛl] ⓘ）是法国塞纳-马恩省的一个市镇，位于该省西北部，马恩河左岸，属于托尔西区。该市镇总面积4.36平方公里，2015年时的人口为15627人。努瓦谢勒也是马恩拉瓦莱新城的行政办公驻地。

## 地理
努瓦谢勒（48°51'17"N, 2°37'44"E）面积4.35 平方千米，位于法国法蘭西島大區塞纳-马恩省，该省份为法国北部内陆省份，北起瓦兹省，西接埃松省、马恩河谷省、塞纳-圣但尼省和瓦兹河谷省，南至卢瓦雷省，东南接约讷省，东临马恩省和奥布省，东北接埃纳省。
与努瓦谢勒接壤的市镇（或旧市镇、城区）包括：马恩河畔韦尔、洛涅、马恩河畔尚、谢勒、埃姆兰维尔、托爾西。
努瓦谢勒的时区为UTC+01:00、UTC+02:00（夏令时）。

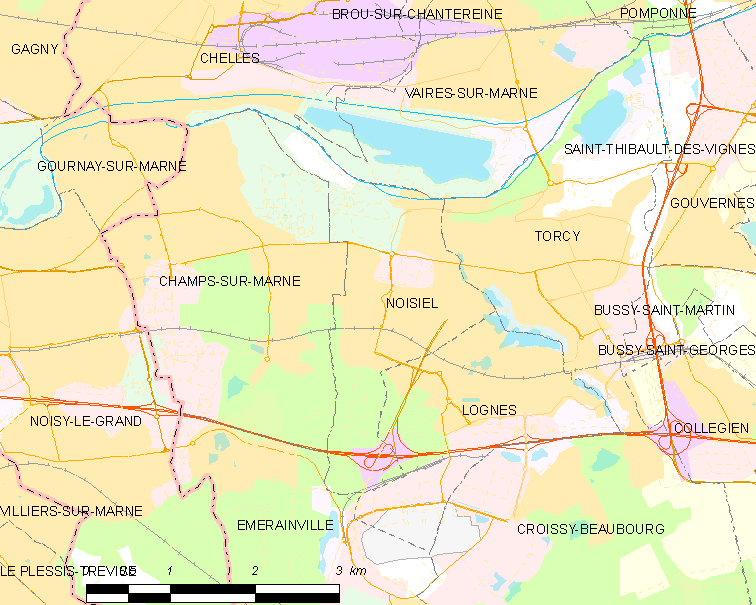
努瓦谢勒的OSM定位图

## 行政
努瓦谢勒的邮政编码为77186，INSEE市镇编码为77337。

## 政治
努瓦谢勒所属的省级选区为马恩河畔尚县。现任努瓦谢勒市长为马蒂厄·维斯科维奇（Mathieu Viskovic）先生，任期为2020-2026年。

## 交通
塞纳-马恩省省道D10P线和D199线、D499线两条快速公路经过努瓦谢勒境内。
努瓦谢勒站是法兰西岛大区快铁A线上的一个车站。

## 人口

1962-2008年间努瓦谢勒人口变化图示

努瓦谢勒于2022年1月1日时的人口数量为15927人。